# 爱迪生桥 (佛罗里达州)
爱迪生桥（英語：Edison Bridge）位于佛罗里达州麥爾茲堡的跨克盧薩哈奇河桥梁，以发明家托马斯·爱迪生的名字命名。老的爱迪生桥于1931年建成，为一座两车道的吊桥，拆除于20世纪90年代初。当前的桥梁在1993年建成，由两个成一定角度的单向桥组成，总共双向六车道，承载41号美国国道商务线。